# 圣天使门 (佩鲁贾)
43°7′10.4″N 12°23′4.6″E / 43.119556°N 12.384611°E
圣天使门（Cassero di Porta Sant'Angelo 或 Porta Sant'angelo）是佩鲁贾的中世纪城门之一。位于圣天使区，加里波第大街（corso Garibaldi）尽头，毗邻圣天使教堂。
佩鲁吉诺的作品《Gonfalone della Giustizia》（1496年至1498年）现在保存在国立翁布里亚美术馆。

## 历史和建筑

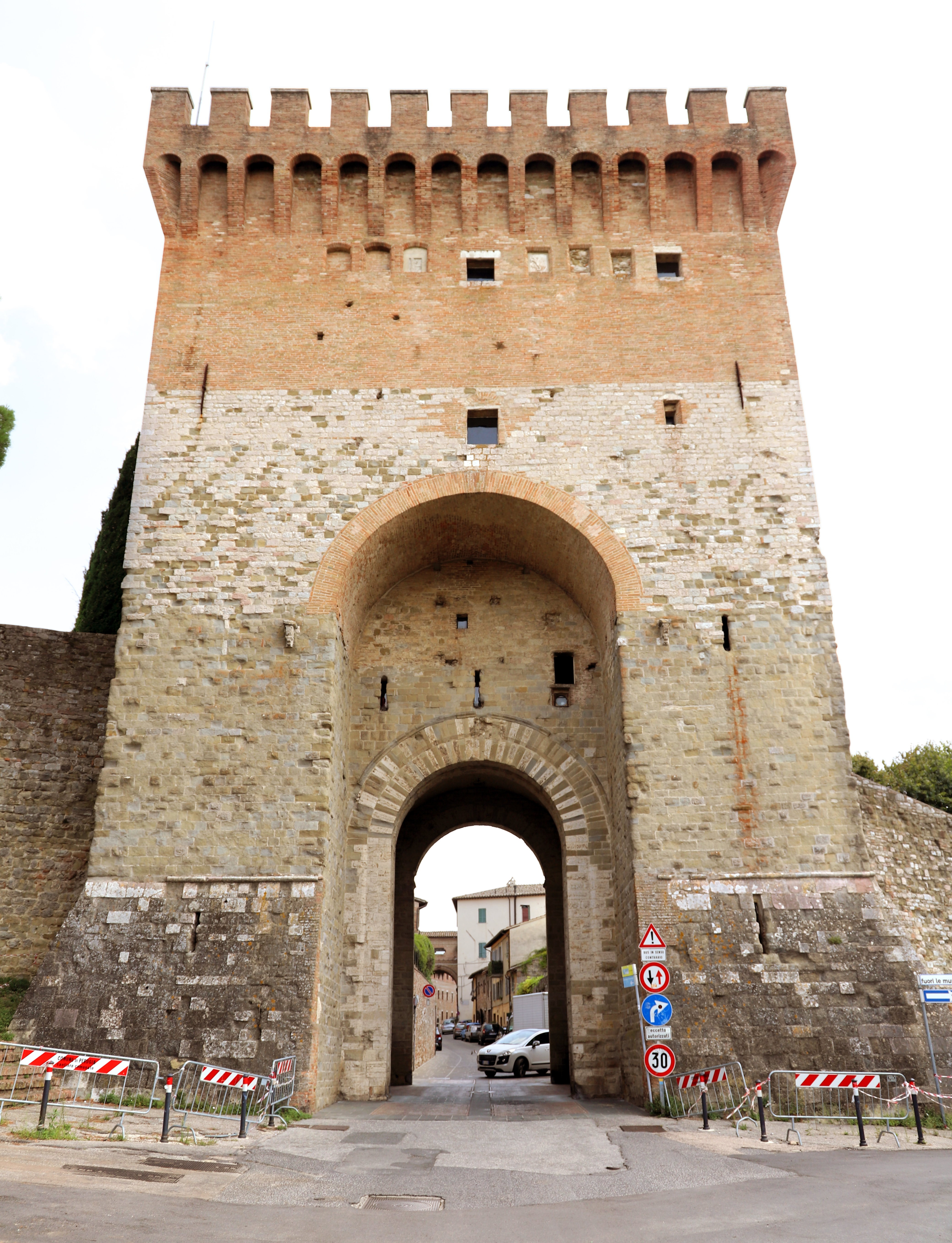

圣天使门由Lorenzo Maitani建于1325-1479年。可以看出该建筑物的三个部分使用的材料：底部为砂岩，中部为石灰岩在中心，顶部为粘土。
目前，它辟为城门和城墙博物馆，从顶部露台可以欣赏到城市的美景。